# The Professionals
The Professionals — британская панк/хард-рок-группа, основанная бывшими участниками Sex Pistols.

## История

### Начало (1979—1980)
Группа была сформирована Стивом Джонсом (гитара/вокал), Полом Куком (барабаны) (оба — экс-Sex Pistols) и приятелем Джонса Энди Алленом (бас) в Лондоне в 1979 году. В начале 1980 года The Professionals подписали контракт с бывшим лейблом Sex Pistols Virgin Records, и первым релизом группы стал вышедший в июле сингл Just Another Dream. В поддержку сингла режиссёром Джулиеном Темплем, ранее работавшим с Sex Pistols, был снят видеоклип, в котором трио предстало в виде гигантов на фоне Лондона (Пол в частности барабанил по Собору Святого Павла, а Стив забирался на статую адмирала Нельсона). В итоге пластинка расходилась хорошо, но в хит-парады не попала.
Выход записанного дебютного 10-трекового альбома должен был последовать в августе, сразу за выходом сингла, но был отложен до октября,
частично в связи с тем, что в августе фронтмен Джонс на некоторое время внезапно улетел в Таиланд. Позже этот отъезд запустил волну небезосновательных слухов о его проблемах со здоровьем вследствие наркотической зависимости. В октябре между тем вышел второй сингл группы — 1-2-3, включавший кавер-версию песни «White Light White Heat» группы Velvet Underground. Музыкальная газета «Sounds» назвала его «куском мощного мясного панка», а диджей радио Би-Би-Си Джон Пил удовлетворённо заметил что «недели, проведённые в Бангкоке, всё-таки не смогли затуманить креативность Стива Джонса.» В итоге сингл поднялся в английских чартах на 43 место.
После выхода сингла лейбл заявил, что группа «усиленно репетирует» и готовится принять в свои ряды четвёртого участника — второго гитариста для живых выступлений. Однако к этому времени во взаимоотношениях между её членами сложились определённые проблемы, и в конце октября Энди Аллен был выгнан из состава и заменён Полом Майерсом, ранее игравшим в Subway Sect. В то же время вторым гитаристом стал Рэй МакВей, и в новом составе группа отметилась у Джона Пила на его знаменитых John Peel Sessions. Выход альбома между тем опять был отложен, теперь уже до Нового года. Также был отложен запланированный на 20 ноября выход сингла Join the Professionals. Лейбл также хранил молчание по поводу дат выступлений группы, хотя 16 декабря The Professionals отыграли концерт в Ноттингеме.

### Простой (конец 1980—1981)
В декабре выгнанный из группы Аллен подал на Virgin в суд из-за того, что одна из записанных с его участием песен группы («Kick Down the Doors» с так и не вышедшего альбома) месяцем ранее была без его разрешения включена лейблом в сборник Cash Cows. Лейбл не стал спорить и убрал песню
из сборника, заменив её на композицию «A Song From Under the Floorboards» группы Magazine. При этом руководство Virgin пообещало, что материал записанного с Алленом альбома будет полностью переписан с новым составом группы, что в очередной раз отодвинуло выход пластинки на неопределённый срок.
В начале 1981 года менеджером The Professionals стал Джон Кёрд, и до выхода в июне сингла «Join the Professionals» (сингл содержал переработанную версию песни Джонса и Кука, исполнявшуюся в фильме «Ladies and Gentlemen, The Fabulous Stains») о группе ничего не было слышно.
Бездеятельность коллектива привела к ослаблению внимания к группе как со стороны прессы, так и фанатов. К тому же объявленный тур по 11 городам был сразу же отменён, поскольку первичной задачей провозглашалась перезапись материала для альбома, саунд-продюсером которого был выбран
Найджел Грей, известный по работе с The Police. В октябре группа всё же появилась на фестивале «Daze of Future Past» в английском Лидсе и отправилась в свои первые гастроли по США.

### Выпуск альбома (конец 1981)
Альбом, иронично названный I Didn’t See It Coming («Я этого не ожидал»), увидел свет в начале ноября 1981 года вместе с синглом The Magnificent. Название пластинки оказалось ещё и в некоторой степени пророческим, так как 5 ноября лимузин с Куком, Майерсом и МакВеем внутри попадает в автокатастрофу в Миннесоте, и участники группы получают серьёзные травмы. Этот инцидент обрывает американский тур и заодно ставит крест на выступлениях в Англии в поддержку альбома.
Рецензии прессы на пластинку были неоднозначными. В то время как журнал Melody Maker назвал её восхитительной, музыкальный критик Гарри Бушелл заявил, что история Кука и Джонса — эталон того, как большой потенциал не находит себе должного воплощения. Бушелл также
обвинил Найджела Грея в плохом продюсировании и «мягком» саунде, из которого выбиваются лишь два хита — «The Magnificent» и «Little Boys».
Из 10 треков альбома только половина представляла старый перезаписанный материал. Тем не менее, несмотря на определённые опасения, альбом раскупался хорошо, хотя автокатастрофа и случившийся по её вине очередной простой в работе группы безусловно повлияли на то, что пластинка была
вскоре забыта. Впоследствии альбом был переиздан в 1999 году в Японии и в июне 2001 года в Великобритании уже на лейбле EMI.

### Распад (1982)
Весной 1982 года The Professionals вернулись в строй и отправились во второй американский тур, снова проигнорировав родную британскую публику.
К концу американского тура накал вследствие упущенных возможностей и нерастраченного потенциала группы достиг своего апогея, и в итоге Стив Джонс решил не лететь обратно в Англию со всем коллективом, а остаться в США, что фактически и поставило точку в истории группы. В Америке Джонс принимал участие в записи трёх треков для альбома An Adjustment to Society нью-йоркской группы Kraut, а уже в августе 1982 года он был госпитализирован по состоянию здоровья (сказывалась героиновая зависимость). Впоследствии Джонс заявлял о своих намерениях собрать в Нью-Йорке новую группу и пригласить в неё Пола Кука, но этого так и не произошло.

### Релиз первой пластинки
Многострадальный первый альбом Джонса, Кука и Аллена The Professionals в итоге увидел свет только в 1990 году на лейбле Limited Edition Records, который выпустил его ограниченным тиражом в 1000 виниловых пластинок и столько же компакт-дисков. Этот релиз содержал 10 треков,
включая две версии «All the Way» (композиция «Just Another Dream» в трек-лист не вошла), причём названия некоторых песен были изменены.
В 1997 году вышло переиздание альбома The Professionals от Virgin Records. Этот CD предлагал улучшенный звук и 11 треков (без «Rockin' Mick» и альтернативной версии «All the Way», но включая «Just Another Dream», и две песни с сингла «Join The Professionals», записанного уже с Майерсом и
МакВеем). Интересно, что датой этого релиза на самом CD обозначен 1995 год, хотя на самом деле диск вышел двумя годами позже.

### Воссоединение
27 октября 2017 года вышел новый альбом группы «What in the World»

## Состав
- Стив Джонс — гитара, вокал
- Рэй МакВей — гитара
- Энди Аллен — бас (1979—1980)
- Пол Майерс — бас (1980—1982)
- Пол Кук — барабаны

## Дискография

### Альбомы
- The Professionals (материал 1980 года, впоследствии изданный в 1990 и 1997)
- I Didn’t See It Coming (1981)
- SNAFU (2021)

### Синглы
- Just Another Dream / Action Man (1980)
- 1-2-3 / Baby, I Don’t Care / White Light White Heat (1980)
- Join The Professionals / Has Anybody Got An Alibi? (1981)
- The Magnificent / Just Another Dream (1981)